# Социология научного знания
Социология научного знания (Sociology of scientific knowledge) — направление науковедческих исследований, фокусирующееся на роли социальных факторов в процессе производства и воспроизводства научного знания. Как науковедческая дисциплина, акцентированная на вопросах содержания научного знания, социология научного знания отличается от социологии науки.
Первые исследования по социологии научного знания начались еще в 1930-е годы. Бурное развитие социологии научного знания приходится на 1970-е годы. Именно в это время появился ряд академических международных журналов, сформировалось сообщество исследователей, в середине 1970-х вышел ряд классических монографий. Из ранних работ наиболее важны труды Людвика Флека (1896—1961), Бориса Гессена (1893—1936), Майкла Полани (1891—1976) и Томаса Куна (1922—1996). К современным классикам этого направления можно отнести британского социолога Дэвида Блура (р. 1942), одного из разработчиков концепции строгой теории.